# سیارک ۶۱۵۵
سیارک ۶۱۵۵ (به انگلیسی: 6155 Yokosugano، نامگذاری:1990VY2) شش هزار و صد و پنجاه و پنجمین سیارک کشف شده‌است که در ۱۱ نوامبر ۱۹۹۰ کشف شد.
قدر مطلق سیارک برابر ۱۲٫۵۰ است.